# جاکومو لیبرا
جاکومو لیبرا (انگلیسی: Giacomo Libera؛ زادهٔ ۷ اکتبر ۱۹۵۱) بازیکن فوتبال اهل ایتالیا است.
از باشگاه‌هایی که در آن بازی کرده‌است می‌توان به باشگاه فوتبال اینتر میلان، باشگاه فوتبال فوجا، باشگاه فوتبال باری، باشگاه فوتبال آتالانتا، باشگاه فوتبال کومو، و باشگاه فوتبال وارزه اشاره کرد.